# 楽羊
楽 羊（がく よう、生没年不詳）は、中国戦国時代の魏の武将。魏の文侯の命令により中山国を攻め、これを滅ぼした。 
韓非子によると、楽羊はこのとき中山国に息子を人質に取られており、攻め入ったことによりこの息子を殺された。そしてその息子の肉が羹（あつもの：肉や野菜を入れたスープ）に料理されて送られてきたが、平然と飲み干したという。これにより自分の決意のほどを敵味方にみせつけたのである。ほどなく中山国は滅んだ。
魏の文侯は息子の肉を食べてまで忠誠を見せた楽羊に感動したが、側近である堵師賛は「自分の息子すらも食べるのですから、誰の肉を食べても不思議はありません」と中傷した。
楽羊は、中山国のなかでももっとも大きな霊寿のまちを褒美として授けられ戦功は報われたが、しかし息子の肉を食べてまで挙げたその戦功により、主君から疑われることになってしまった。
その後、楽羊とその子孫は霊寿に住み着いたようである。
楽羊は戦国時代の名将楽毅の祖先としても有名。